# Ciruelo Cabral
Ciruelo Cabral (20 de julho de 1963) é um ilustrador argentino, notório por seus trabalhos realizados para obras de fantasia e ficção científica.

## Livros
- Ciruelo (1990): editado pela Paper Tiger.
- El Libro del Dragón (1990)
- Luz, el Arte de Ciruelo (1997)
- Magia, the Ciruelo Sketchbook (2000)
- Cuaderno de viajes de Ciruelo, Notebooks (2005)
- Hadas y dragones (2008)